# Château des Briottières
 (14 juillet 2020).
Le château des Briottières est un château français du XVIIIe siècle situé dans la commune de Champigné. Il fut reconstruit vers 1780 sur un parc à l'anglaise de 40 hectares.

## Histoire
L’histoire du château des Briottières a débuté au début du XVe siècle. La famille Mergot était propriétaire du Fief jusqu’en 1485 où Jean de la Sausaie marié à Jeanne de Mergot le récupéra. De 1519 à 1544 de rapides successions ont eu lieu. Le domaine passa entre les mains de René de Baïf, Georges Chevallerie, René Chevaller. En 1544 les Briottières ont été achetées par Guillaume de Lesrat dont la descendance le garda pendant 3 siècles. Cette famille ne vécut sur le domaine qu’à partir de 1662.
Dans les années 1750-1760 Guy-Louis de Lesrat décida d’effectuer une complète reconstruction du château. Malheureusement il n’existe aucune iconographie ou document pouvant montrer une description exacte du château à cette époque.
Les ultimes transformations du château se sont effectuées sous l’Ancien régime à la mort de Guy-Louis. C’est donc Guy-Guillaume de Lesrat qui devient maître des lieux et qui finit ces travaux pour le mariage de sa fille et unique héritière Pauline (le 1er avril 1783) au Briottières mêmes. 
En 1855, Alfred de Mieulle achète la propriété. Les armoiries des Mieulle figurent au fronton du château. Monique de Mieulle, son arrière-petite-fille épousa Jacques de Valbray en 1954. Leur fils, François de Valbray hérite du domaine en 1979, il épouse Hedwige de Craecker en 1984. Ensemble il transforme le château en Hôtel. Aujourd’hui le château est devenu Château Hôtel 4 étoiles.   

## Architecture
Le château des Briottières tel quel est une construction de la seconde moitié du XVIIIème remanié au siècle suivant, notamment avec l’intégration d’une galerie couverte en terrasse, sur la façade nord-ouest. La composition d’ensemble, marqué par une forte horizontalité, propose un corps de logis principal flanqué de deux importants pavillons qui se présentait à l’origine comme deux longues ailes en retour vers le nord-ouest et qui dessine une cour ouverte sur le parc. Pour faire contrepoint au ressaut des pavillons, la façade orientale est marquée dans son axe par un avant-corps de deux travées couronné par un fronton cintré. Le parc paysager est dessiné au XIXe siècle ; il intègre de nouveaux communs placés à l’écart du château et organisés rationnellement autour d’une cour ainsi qu’un important jardin potager.

## Le château hôtel
Depuis 30 ans le château des Briottières est un château-Hôtel quatre étoiles. Disposant de 15 chambres, un grand parc, une piscine et un terrain de tennis.    

### Sources et bibliographie
- Lettre de Fernand de Saint Simon (novembre 1986) [réf. nécessaire]
- Notes sur l’historique du château des Briottières [réf. souhaitée]
- Extrait du dictionnaire historique, géographique et bibliographique écrit par M. Célestin 1874
- Le Pays Segréen patrimoine d’un territoire, image du patrimoine, édition l’invelpatrimoine
- Des Communes De Maine-et Loire Édition Flohic (Pays de Loire)
- Dictionnaire historique de Maine-et-Loire de Célestin Port édition de 1874